# Castulo nivosa
Castulo nivosa là một loài bướm đêm thuộc phân họ Arctiinae, họ Erebidae.